# Speed Niggs
Speed Niggs war eine deutsche Indie-Rockband, die 1989 in Detmold in Nordrhein-Westfalen gegründet wurde.

## Geschichte
Das erste Album der Speed Niggs, Boston Beigel Yeah!, erschien bereits wenige Monate nach Gründung der Band im Herbst 1989 und war Platte des Monats im damals einflussreichen Musikmagazin Spex. Das Album klingt puristisch wie eine unfertige Demoaufnahme und steht musikalisch in der Tradition klassischer Gitarrentrios wie der Jimi Hendrix Experience oder amerikanischer Songwriter wie Neil Young. Ende des Jahres wurde das Trio von den Spex-Lesern zum Newcomer des Jahres gewählt.
Das zweite Album, das 1990 veröffentlicht wurde, setzt die Tradition des Debüts fort. Eröffnet wird die Platte von dem Neil Young-Song Mr Soul. Evan Dando von den Lemonheads hat in Paint It Sweet einen Gastauftritt. Das Stück Toys in the Deep Freeze erschien auch auf dem von Alfred Hilsberg zusammengestellten Sampler Geräusche für die 90er, ein Überblick über die damalige deutsche Musikszene. In dieser Zeit spielten die Speed Niggs zahlreiche Konzerte in ganz Deutschland.
Die dritte Platte 667 - Right between the Dicks aus 1991 klingt stilistisch vollkommen anders und erinnert eher an Hardrockbands wie ZZ Top als an amerikanischen Indierock. Nach zahlreichen Umbesetzungen löste sich die Formation 1992 auf.
Die Band Sharon Stoned, die 1995 auf der Bildfläche erschien, war mit zwei Mitgliedern der ursprünglichen Band eine Art Wiederbelebung der Speed Niggs. Ebenfalls 1995 erschien das vergriffene Debütalbum mit zahlreichen Bonustracks auf CD, unter anderem mit Coverversionen des AC/DC-Songs She's got Balls oder Neil Youngs Lotta Love.

## Einordnung
In der zweiten Hälfte der 1980er Jahre sorgten zahlreiche amerikanische Gitarrenbands wie die Lemonheads, Dinosaur Jr. oder die Pixies für Aufsehen. Sie kamen vorwiegend aus Boston und kombinierten klassische melodische Songstrukturen mit harten Punkgitarren. Die Speed Niggs gehörte zu den ersten deutschen Bands dieser Stilrichtung.

## Diskografie
- 1989: Boston Beigel Yeah! (Beat all the Tambourines)
- 1990: Another Valley on the Long Decline (Historia)
- 1991: 667 - Right Between the Dicks (Beat Hotel)
- 1995: Boston Beigel Yeah! - CD-Rerelease (Langstrumpf Records)

Unter dem Namen Sharon Stoned:
- 1995: License to Confuse (Snoop Records)
- 1996: Sample & Hold (Columbia)